# Multietnicità a Mauritius

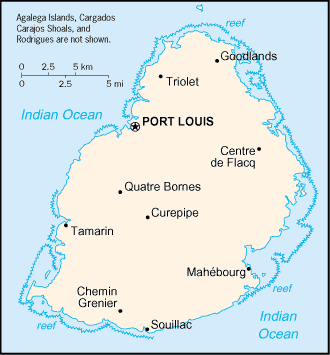
Mappa dell'Isola di Mauritius

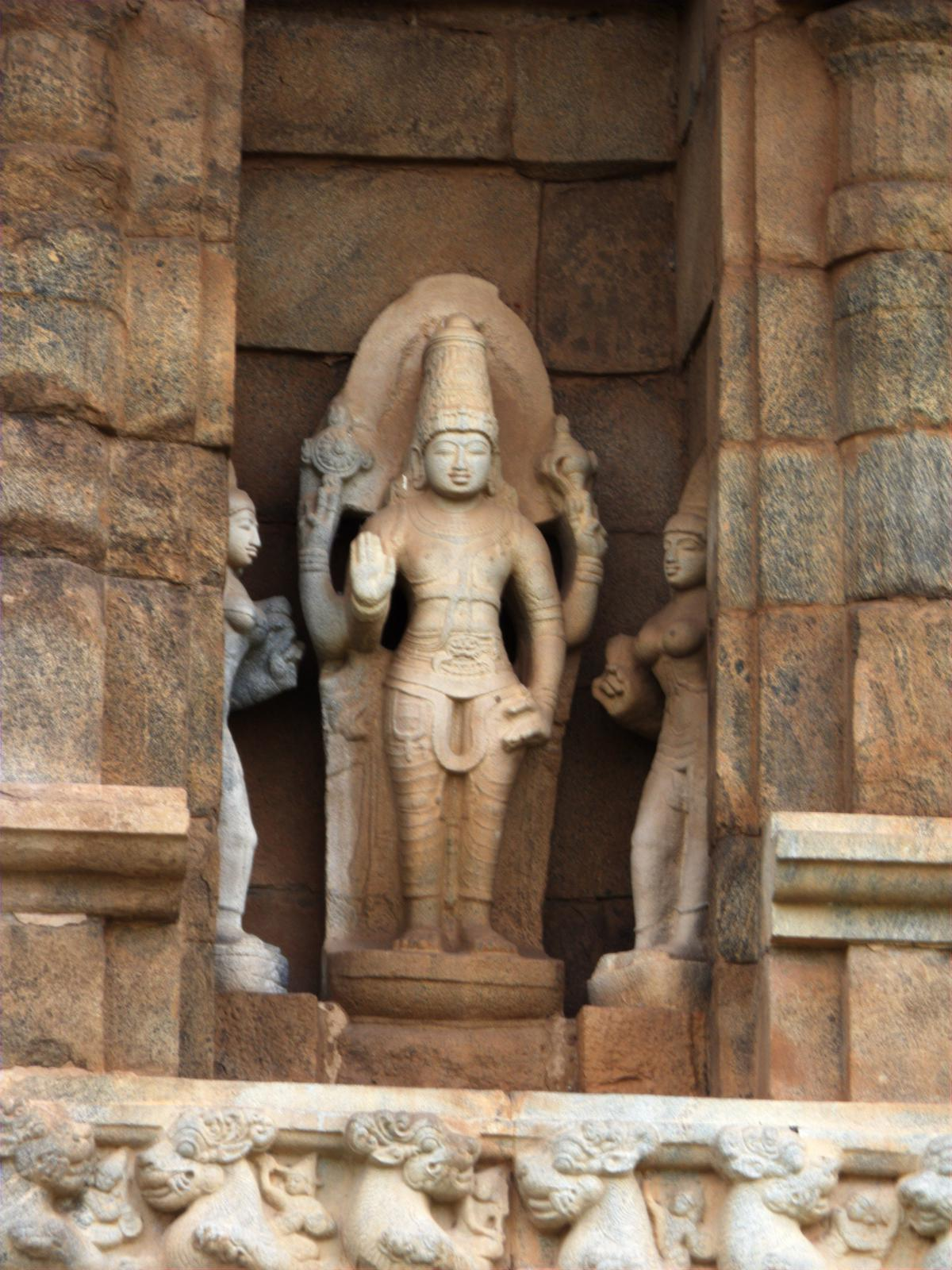
Statua del Dio Vishnu

L'isola di Mauritius è famosa per la sua multietnicità, caratterizzata dalla presenza di numerose e differenti etnie che praticano religioni, culture e credenze diverse.

## Un'isola dalle molte identità
Mauritius è considerata l'isola più cosmopolita del mondo in funzione della composizione estremamente complessa della popolazione e ciò è tanto più sorprendente se si considera la ridotta estensione della sua superficie.

### Evoluzione e morfologia della popolazione
La popolazione era all'origine costituita da alcune migliaia di europei a cui si aggiunsero poi un numero considerevole di schiavi importati dalle coste dell'Africa Orientale e dal Madagascar impiegati nelle piantagioni di canna da zucchero. Il profilo socio-culturale odierno di Mauritius si deve in parte agli effetti della politica coloniale britannica, che dopo aver abolito la schiavitù nel 1835 incentivò l'immigrazione di manodopera proveniente da India e Cina per le fiorenti attività produttive avviate dai Francesi nel secolo precedente.
La popolazione creola rappresenta oggi circa un terzo degli abitanti. L'arrivo di quasi mezzo milione di Indiani in un arco di tre quarti di secolo ha cambiato completamente la morfologia della popolazione: da una maggioranza creola ad una indiana.
Mauritius è oggi un cocktail multietnico formato da creoli, musulmani arabi, indiani, meticci, cinesi e bianchi francofoni e anglofoni; le differenze culturali e religiose consentono agli abitanti di convivere in un clima di rispetto generale e di grande armonia. Le differenze razziali non esistono (almeno ufficialmente).
Mauritius ha una popolazione che viene stimata intorno a 1.100.000 abitanti, con una tra le più alte densità di popolazione nel mondo (600 abitanti circa per km²).
È una popolazione giovane, il 35% della quale infatti meno di 18 anni e la cosiddetta terza età costituisce solo l'8%. Essa è quindi una popolazione destinata ancora a crescere anche se non con tassi elevati come quelli di altri paesi africani.
Le varie etnie presenti nell'isola sono riconducibili a tre grandi gruppi:
- gli indo-mauriziani (67%), che discendono dai braccianti indiani portati nell'isola per la coltivazione della canna da zucchero;
- i sino-mauriziani (3%), in prevalenza cinesi giunti nell'isola con un contratto di apprendistato molti dei quali oggi sono piccoli imprenditori nel commercio;
- una popolazione multietnica (30%) di europei e creoli

Il gruppo più importante degli europei è costituito da francesi (2% della popolazione totale), che hanno ancora un'influenza molto forte sulla vita economica e sociale dell'isola, poiché hanno da sempre dominato l'industria dello zucchero, il commercio a grande scala e il settore del turismo.
Un altro piccolo gruppo etnico è costituito dai Chago, localmente chiamati ilois, provenienti dalle isole Chagos (che sono parte del territorio britannico dell'Oceano Indiano) e insediatisi a Mauritius tra il 1965 e il 1973 perché sfrattati dalle loro case quando gli Inglesi cedettero agli Americani l'isola Diego Garcia come base militare.
La lingua ufficiale è l'inglese, molto usato in ambito governativo ed economico, però il francese è parlato ovunque soprattutto nei circoli culturali, su giornali e riviste. Ogni etnia europea, indiana o cinese, conserva il proprio idioma nella vita privata. L'idioma che accomuna tutti è il creolo mauriziano, che può essere definito una deformazione del francese, arricchito da apporti afro-malgasci ed è comune, con qualche variante, anche agli abitanti delle isole vicine Rodrigues e Réunion.

### Aspetti sociali
Dopo l'indipendenza ottenuta nel 1968, i Mauriziani si sono adoperati per dare all'isola uno sviluppo di sostanza partendo dal sociale per poi giungere ad un piccolo miracolo economico compiutosi negli anni '80 ma iniziato nel 1970 con la creazione di una "zona franca", la Export Processing Zone, per diversificare l'economia divenuta troppo dipendente dall'industria dello zucchero. Ne è derivata una certa autonomia finanziaria, che ha assicurato considerevoli investimenti stranieri per la creazione di grandi complessi alberghieri per il settore del turismo, che oggi è una delle voci più importanti dell'economia, essendo Mauritius divenuta uno dei poli di attrazione del turismo internazionale lungo tutto l'arco dell'anno.

## Le varie comunità religiose
Le grandi tradizioni religiose dell'Occidente e dell'Oriente trovano a Mauritius un terreno fertile soprattutto dal 1968 con la completa libertà di religione. Nuove sette o gruppi sono nati nell'ambito delle principali religioni: secondo un censimento delle confessioni mauriziane alla fine degli anni Ottanta erano più di 90 i movimenti spirituali rappresentati. I più diffusi sono i culti e le religioni indiane che sono praticati dalla metà della popolazione; seguono il Cristianesimo (31%), l'Islam (16%) e il Buddismo (3%). Altre minoranze aderiscono a movimenti sincretisti o ad altre sette.
Esistono 2 diverse correnti dell'induismo a Mauritius. La prima e la più diffusa è la corrente ortodossa dei sanatanisti, i quali credono in tre divinità:Brahmā, Shiva e Visnù. La seconda corrente è quella vedica, dove si crede in un solo dio.
Tra i sanatanisti bisogna ricordare i cosiddetti tamil, i quali hanno una loro religione, sviluppatasi nel 1771, ed essi sono famosi per le loro forme spettacolari di culto in onore di molte divinità.
La religione cattolica è stata la prima a diffondersi  nell'isola, seguita dalla chiesa anglicana, di pari passo con le colonizzazioni: portoghese, olandese, francese e inglese. L'istruzione progressiva della gerarchia cattolica fu quasi esclusivamente dovuta ai membri di varie congregazioni religiose: lazzaristi, benedettini, spiritani e gesuiti.
Su tutti è prevalsa la figura di Padre Jacques Désiré Laval, missionario della Congregazione dello Spirito Santo, conosciuto come il "santo dell'isola", che esercitò il suo apostolato tra il 1841 e il 1864, consacrandosi soprattutto all'evangelizzazione degli antichi schiavi. Questi, convertitisi quasi in massa, costituirono la base della comunità cattolica mauriziana, che col passare degli anni divenne a maggioranza creola, poiché di fatto la popolazione di origine indiana è rimasta fedele all'induismo.
La religione musulmana, portata a Mauritius dai lavoratori provenienti dall'India del Nord e dal Pakistan, è la terza religione praticata nell'isola e la maggior parte dei musulmani sono sunniti suddivisi in tre gruppi:
- anafiti
- i meimons, aristocratici che hanno la responsabilità della più grande moschea di Jummah a Port Louis
- sunniti surtis

I musulmani sciiti anche se poco numerosi sono suddivisi in vari gruppi, il cui più importante è quello dei cocknies (da Cockin nel Sud-est dell'India) giunti da Moka a Mauritius come maestri d'ascia per costruire imbarcazioni. Le religioni cinesi sono in pratica scomparse da quando la maggioranza dei sino-mauriziani è diventata cattolica e le minoranze praticano in primo luogo il Buddismo e poi il Confucianesimo.

### I luoghi di culto
Le diverse comunità hanno conservato i riti, anche molto antichi, che accompagnano le rispettive fedi religiose. Lo testimonia l'alto numero di luoghi di culto che sorgono sull'isola; chiese cristiane, templi e shivalas indù, moschee musulmane, hovils dei tamil, pagode cinesi.
I templi indù sanatanisti sono molto ricchi di decorazioni e raffigurazioni delle divinità, mentre quelli Arya Samji sono spogli perché dedicati esclusivamente alla preghiera e alla meditazione. Il più grande tempio induista sanatanista risalente al 1857 è il Maheswornat, di Triolet, importante villaggio agricolo molto popoloso, a nord della capitale Port Louis. A Sainte-Croix, un sobborgo di Port Louis, è stato edificato un altro importante tempio induista, il Sockolingah Meenatchee Ammen. Il più frequentato luogo sacro induista è un complesso di diversi shivalas costruiti intorno al Ganga Talao, lago vulcanico situato nella zona sud occidentale dell'isola che la fede popolare ritiene collegato per vie sotterranee al Gange; esso è meta di pellegrinaggio durante la più importante festa indù, Maha Shivaratree.
Tra gli edifici cristiani più importanti spiccano la cattedrale di St. Louis, la cattedrale di St. James e la chiesa dedicata a Pére Laval, situate a Port Louis che appare indubbiamente una città dai mille volti, dalle molte atmosfere: un misto di India, Africa e Hong Kong, con un tocco di Islam e uno di vecchia Europa.
La bianca moschea di Jummah, costruita intorno al 1850, è il più importante monumento della comunità musulmana dell'isola ed è ubicata al centro dei quartieri cinesi. Per la sua costruzione vennero impiegati materiali a mano d'opera specializzata provenienti dall'India e fu ulteriormente ampliata nel 1895.
Nella capitale sono evidenti gli effetti dell'immigrazione cinese: numerose pagode sono sorte in vari punti della città, gli astrologi cinesi sono concentrati nella zona centrale. La pagoda di maggiori dimensioni è situata ai piedi della collina Signal a Port Louis. Lam Soon è un'altra pagoda sorta vicino al Campo di Marte. Più antico è il tempio Kwan Tee, nella parte occidentale della città, dedicato alla divinità guerriera omonima che combatte per la giustizia.

## Culture e religioni a confronto
Questa ricchezza di tradizioni e di usi e costumi così diversi genera, tra l'altro, un ricco calendario di feste e manifestazioni che sono sempre aperte a tutti. La tolleranza reciproca fa sì che le varie comunità partecipino a feste e celebrazioni anche di altre comunità religiose. 
Essendo l'induismo la religione principale, la maggior parte di queste feste segue i riti d'origine indiana. L'osservazione di riti e norme rituali è una via per vincere il Karma e concludere il ciclo delle reincarnazioni. Diffuso è il pellegrinaggio verso un luogo sacro e la risalita del corso dei fiumi, indicante il cammino verso le sorgenti di vita.

### Feste e cerimonie

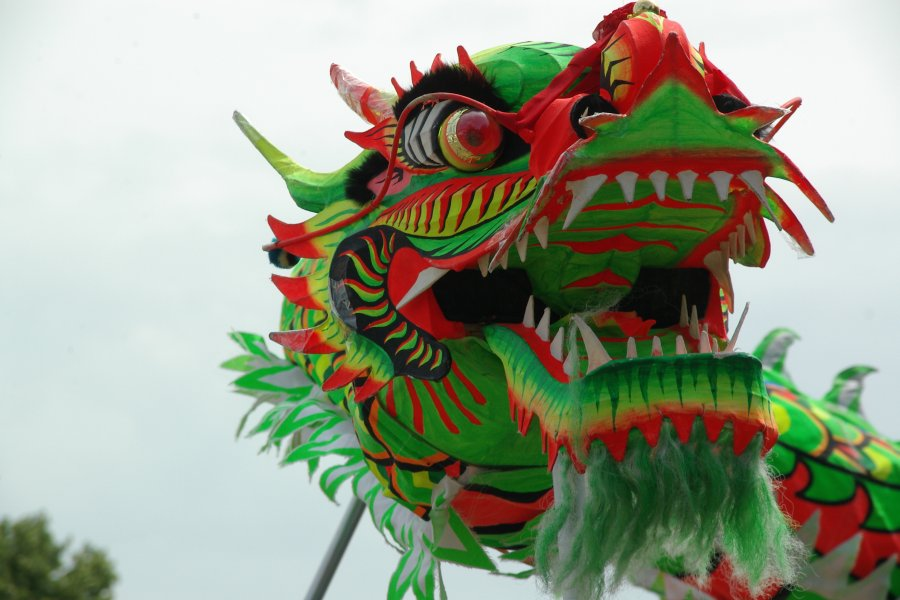
La Danza del Dragone

Tra le cerimonie quella più importante è il Cavadee Thaipoosam, che si svolge ogni anno tra gennaio e febbraio in quasi tutti i templi indù sparsi per l'isola. È una festa nazionale e consiste nel portare il cavadee dalla riva di un fiume fino ad un tempio per esaudire un voto in onore di Subramanya (il secondogenito del Dio Shiva), fare penitenza e purificarsi.
Un'altra importante festa è il Maha Shivaratree che si svolge in febbraio in onore del Dio Shiva. Dopo una notte di veglia, un'immensa processione di fedeli vestiti di bianco, carichi di archi, ricoperti di fiori (kanvar), si reca presso le sponde del lago sacro Grand Bassin (Ganga-Talao): per quattro giorni sulle rive del lago si accampano oltre 400 000 persone che fanno la fila per bagnarsi e compiere una puja (offrono in sacrificio del cibo). Di ritorno dal lago i pellegrini a piedi che portano nelle proprie abitazioni un po' di acqua sacra, ricevono frutta e bevande da parte della gente che incontrano.
Il Divali o Festa della Luce è la più lieta delle feste indù e viene celebrata in ottobre per commemorare la vittoria di Rāma (la settima rincarnazione da parte di Krishna del demonio Navakasuran; è il trionfo delle forze del Bene su quelle del Male. Un tripudio di luci, accese in tutte le abitazioni e nei luoghi sacri, è anche un rito di ringraziamento per il raccolto ottenuto e una speranza di futura prosperità.
Holi è una festa non religiosa piena di colore. Solitamente celebrata in marzo, precede l'inizio dell'anno indù. Per due giorni le strade si animano col lancio di spruzzi d'acqua colorata (in cui vengono spesso coinvolti anche i turisti), la gente si scambia auguri e saluti mentre una sfilata porta al rogo un feticcio rappresentante il Male.
Esistono anche feste di origine mista come il Teemeedee, una cerimonia indù e tamil in cui si cammina sulle braci ardenti in onore di varie divinità. Prevede alcune settimane di preparazione spirituale. Il giorno della festività si snoda tra preliminari di purificazione (il bagno nelle acque del fiume) e quelli preparatori (danze di fronte al tempio): in questo stato di "assenza" dal mondo terreno i fedeli affrontano la marcia sui carboni ardenti da cui escono indenni.
Il Pongal è una festa di ringraziamento tipicamente tamil, che si celebra tra gennaio e febbraio, in cui viene offerto cibo agli dei. La festa chiude la stagione dei raccolti e si svolge con diversi riti tradizionali.
Per quanto concerne la comunità cristiana, a parte il Natale e la Pasqua, la più importante festa religiosa si celebra a Port Louis in settembre ed è il pellegrinaggio alla Chiesa di Sainte-Croix in onore di Padre Pére Laval, beatificato nel 1979 per i suoi poteri miracolosi. Una gran folla di pellegrini arriva da ogni parte dell'isola e dalle vicine Rodrigues e Réunion per implorare ogni sorta di grazia presso la tomba di padre Laval, ritenuta in possesso di poteri taumaturgici.
I musulmani celebrano la festa di Id-El-Fitr, considerata festa nazionale, con la quale si chiude il lungo mese di digiuno del Ramadan. Un'altra festività musulmana è l'anniversario del moharram, data in cui morì oltre 1300 anni fa l'imam Hussein, nipote di Maometto.
Infine anche la comunità cinese ha la sua festività, il Capodanno, considerato festività nazionale, che cade tra gennaio e febbraio e si celebra nel corso della Festa di Primavera. I preparativi si protraggono per una settimana (si decorano le case di rosso, il colore della felicità, si fanno scoppiare petardi per scacciare gli spiriti del male, si fanno offerte votive nelle pagode e ai numi tutelari del focolare domestico) e nell'occasione di queste celebrazioni vengono organizzate feste e balli in strada, preparati dolci di miele e riso da offrire a parenti ed amici. Il momento più spettacolare è la "Danza del Dragone" (simbolo della vita che si rinnova) che si svolge per le vie di Port Louis come accade per le vie di Pechino, di Canton e Shanghai.

## Libertà religiosa

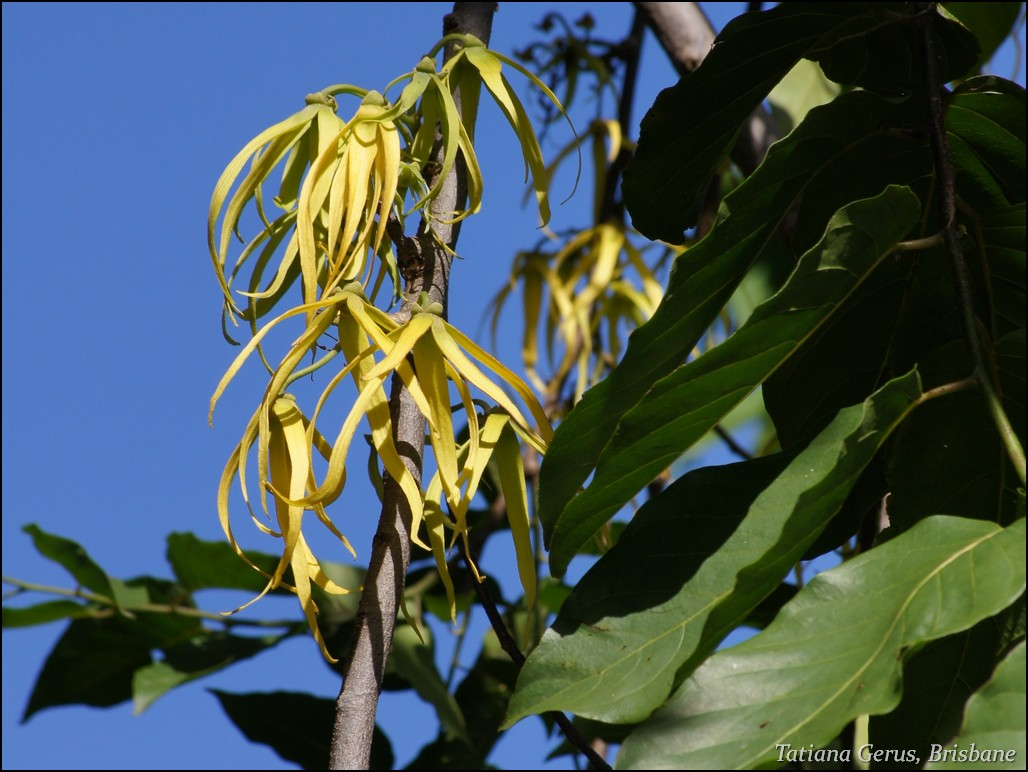
Fiore di ylang-ylang

La libertà religiosa che regna nell'isola di Mauritius, è senza dubbio favorita da alcuni elementi comuni: la lingua francese, la politica che rappresenta tutte le etnie, la poliedricità della capitale in cui tutti si riconoscono e che affianca moschee a pagode, chiese a shivalas e mostra un waterfront dal tipico aspetto europeo.
A Mauritius un oggetto può diventare un simbolo dell'unione interetnica. Ad esempio un fiore giallo e profumato (ylang-ylang) coltivato sulla montagna Bombous, e utilizzato nell'industria cosmetica, riassume in sé qualcosa di tutte le etnie dell'isola:
1. è stato portato dall'Indonesia, Paese musulmano;
2. si fa notare più per il suo profumo che per il suo aspetto, come vuole la tradizione indiana che attribuisce ai profumi grande importanza;
3. è di colore giallo, colore simbolo della Cina;
4. una volta raccolto viene lavorato in Francia dove diventa l'essenza di uno dei più conosciuti e famosi profumi;

Questa grande ricchezza di modi collettivi di festa e di incontro e la loro tranquilla coesistenza sono testimonianza del clima culturale di Mauritius: un grande rispetto per le fedi e le tradizioni diverse.